# Round and Round (canción de Ratt)
«Round and Round» es una canción de la banda de glam metal Ratt, que resultó ser el mayor éxito de su carrera, alcanzando el número 12 en el Billboard Hot 100. Aparece como la tercera pista de su álbum Out of the Cellar. La canción ocupó el puesto número 51 en la lista de VH1 de las "100 mejores canciones de los años 80", y ocupó la posición número 61 de las mejores canciones de hard rock de todos los tiempos, lista también organizada por VH1. «Round and Round» es reconocida por la áspera y provocadora voz de Stephen Pearcy, las guitarras líderes de Robbin Crosby y Warren DeMartini, los sonidos de bajo de Juan Croucier y los sonidos de batería atronadora de Bobby Blotzer.

## Video musical
El video musical muestra a la banda en el ático de la mansión de una familia rica. Ellos empiezan a aterrorizar a los miembros de la familia durante la cena, mientras causan un gran desorden con su música. Durante el solo de guitarra de la canción, el guitarrista Warren DeMartini cae a través del piso del ático a la mesa del comedor, donde los miembros de la familia están comiendo. El video cuenta con una breve aparición del comediante Milton Berle, cuyo sobrino, Marshall Berle, era mánager de la banda en el momento.